# Hey!Mommy!
Hey!Mommy!（ヘイマミー）は、日本の女性アイドルグループ。NRC PRODUCTION所属。レーベルはCOBOである。ファンネームはママ友、ファンクラブ名は自治会。ハッシュタグは、#ヘイマミー

## 概要
振付師の槙田紗子による『SACO PROJECT!』オーディションで選ばれた7名で結成。「いつまでも子ども心を忘れずに、日常に大きなHAPPYを！」をコンセプトに活動している。

### グループ内ユニット
サスティナプリティー
秋元悠里と作島藍の二人でお笑いコンビ「サスティナプリティー」（英：SUSTAINA PRETTY）を2023年4月15日に結成。女芸人No.1決定戦 THE WやM-1グランプリなどの賞レースに出場した。

## 略歴

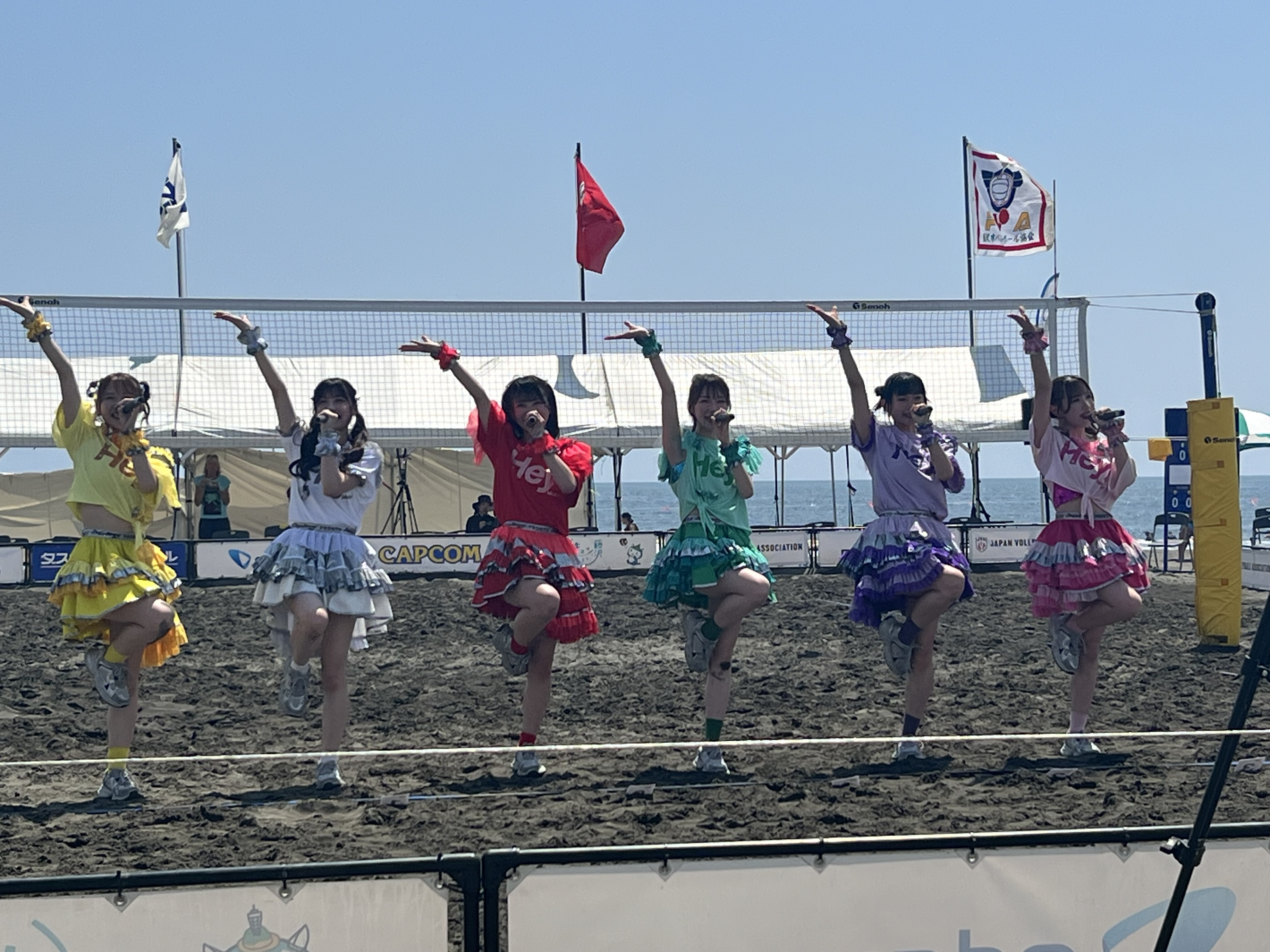
2024年8月、鵠沼海岸

2021年
1月1日、SACO PROJECT!始動。
5月30日、SACO PROJECT!最終審査にて、合格者7名決定。
10月1日、SACO PROJECT!名義で「SUMI-HAJI」を配信。
11月6日、プレデビューとして『SACO PROJECT! FIRST LAST LIVE!』＠duo MUSIC EXCHANGEを開催。初めてファンの前でパフォーマンスを行った。
11月28日、『SACO FES DX』＠豊洲PITにてデビュー。グループ名、活動名、担当カラーが初公開された。
12月11日、『Hey!Mommy!デビュー記念イベント〜What is Hey!Mommy!〜』＠Veats Shibuyaを開催。FCの発足を発表した。
2022年
1月28日から2月25日にかけて、片足ブラブラ5weeksとして「LOOK!!」「Tickey Luppy Doo」「SCP!」「Hey!Baby!」「MAGNET」を配信した。
5月29日、『HALF ANNIVERSARY ONEMAN LIVE 〜たつんだ！ヘイマミー！』＠渋谷近未来会館を開催。飲食チェーンPRONTOとタイアップした新衣装をお披露目した。公式ファンネームがママ友に決定。
7月8日、「ビスケットケース」を配信。
7月13日、平松栞奈が活動休止を発表。
7月15日、「LOVE ME DO DO」を配信。
7月27日、『へいまみなつまつり 〜へいまみとママ友のひとなつのやくそく〜』＠神田明神EDOCCO STUDIOを開催。年内のCDリリースを発表。
10月14日、大学受験のため、延松舞佳が活動をセーブすることを発表。
11月2日、年内を予定していたCDリリースの延期を発表。
11月12日から12月10日にかけて、片足ブラブラ5weeks第2弾スタート。 第1週「BOOOOOOON」配信、第2週『School of IDOL MAKING MOVIE + SPECIAL♡』をYouTubeで公開、 第3週「START RUSH!!」配信、第4週「Voyage!」配信、第5週『デビュー1周年記念　特別配信』をYouTube Liveで配信。
11月28日、デビュー1周年を記念して『スペシャルスマホライブ』をYouTube Liveで開催。
12月3日、YouTube LiveでFCの詳細が発表された。
12月5日、Hey!Mommy!オフィシャルファンクラブ「自治会」を会員制ファンコミュニティアプリFaniconに開設。
12月22日、『へいまみくりすます〜サンタさんがやってくる！〜』＠ばぐちかを開催。
2023年
2月18日、『サコフェス・ハイパー・スペシャル・デラックス!!!』@Spotify O-WEST より、延松舞佳が活動に復帰。
2月25日、JOYSOUNDより「SCP!」「ビスケットケース」「LOVE ME DO DO」の3曲がカラオケ配信リリース。
3月4日、JOYSOUNDより「BOOOOOOON」「Hey!Baby!」の2曲がカラオケ配信リリース。
3月11日、JOYSOUNDより「恋するとちゅう」カラオケ配信リリース。
3月14日、公式Twitterにて、新衣装を公開。通算3着目の新衣装もまた、飲食チェーンPRONTOとのタイアップ。
3月18日、対バンイベント（アイドルアラモードプチvol.39@横浜ランドマークホール）でメンバーのみマスク無しの特典会が初めて行われた。
4月15日、合同聖誕祭にて、作島藍と秋元悠里によるお笑いコンビ・サスティナプリティー結成(所属はNRC PRODUCTION) 。
5月5日、『Hey!Mommy!オフィシャルファンクラブ「自治会」限定イベント～やねよりたかいへいまみー～』および『Hey!Mommy! ONE MAN SHOW 7777777〜Growing Up！〜』(7777777 は「ナナナナナナナ」と読む)@SHIBUYA DIVEを開催。新曲「7777777」初披露。初のMVも上映された。11月5日におこなわれるデビュー2周年記念ライブについて発表。
5月19日、「7777777」MVをYouTubeにて公開。
5月20日、「7777777」を配信。
6月2日~8日と6月16日~22日、JR新宿駅南口 FLAGS VISIONにて「7777777」をCM放映。
7月3日、YouTube番組 Hey!Mommy!TV#15 にて、@JAM EXPO2023 の出演決定が伝えられた。
7月14日、Marquee祭にて新曲「Summer land」初披露。
7月27日、平松栞奈が無期限活動休止を発表。
7月30日、へいまみなつまつり～へいまみとママ友のひとなつのおもいで～ in PRONTO を開催。
8月19日、「Summer land」を配信。
8月27日、@JAM EXPO 2023 supported by UP-T@横浜アリーナ　出演。
9月19日、平松栞奈が卒業を発表。
11月5日、『Hey!Mommy! SP定期公演 School of IDOL SEASON3 特別授業編』(ゲスト：テラス×テラス、CANDY TUNE、ideal peco)および『Hey!Mommy!2nd Anniversary Live HELLO!! Hey!! WORLD!! in 代官山UNiT』を開催。ライブのアンコールで、来冬 豊洲PITワンマンライブの開催決定が発表された。
12月15日、『へいまみくりすます2023 あわてんぼうのへいまみさんた！』@SHIBUYA ONE5 を開催。
2024年
3月8日、『カモン! Hey!Baby! ALL SONG LIVE〜3月8日だけどサコの日〜』@下北沢シャングリラ を開催。初となる全曲ノンストップライブ。また、豊洲PITワンマンライブの日程(2025年1月18日)と、新メンバーオーディションの開催が発表された。
3月12日、X上のスペースにて『へいまみらじお#0』を配信。毎週月曜日に『へいまみらじお』(一部メンバーによるスペース)を配信することを発表した。
3月20日、『HEY! BIRTHDAY LIVE & PARTY! ゆーりとあーいーの秘密の花園～(秋元悠里・作島藍生誕イベント)』@SHIBUYA DIVE を開催。（チケットページにも「ゆーり」と「ゆーりー」の両方の表記がある）4月17日から、3週間連続で新曲を配信リリースすることが告知された。
4月21日、『SACOFES. UNIVERSE』＠豊洲PITにて、7月に初のCDアルバムを発売することが発表された。2022年7月に年内リリースを発表し、同年12月に発売延期を発表してから、実に約2年越しの発表であった。
4月27日、配信でCDアルバムの発売日・7月17日、タイトル・「DANCE! DANCE! HAPPY! WORLD!」が発表された。
5月5日、初のリリースイベント@タワーレコード池袋店 を開催。リリースイベントはこれ以降12月21日まで、東京・埼玉、神奈川、千葉、大阪で全42ステージ行われた。
5月14日、公式Xにて、初のライブツアー「DANCE! DANCE! HAPPY! WORLD! TOUR」東京・大阪ツアー2024の開催が発表された。
6月29日、『DANCE! DANCE! HAPPY! WORLD! TOUR』東京・大阪ツアー2024 大阪@PLUSWIN HALL大阪 を開催。
7月2日、秋元悠里がジュピラー・プロ・リーグに所属するシント＝トロイデンVVのイメージガールユニット『シントトロイデンガールズ』の第3代目メンバーに選出。
7月17日、1st ALBUM「DANCE! DANCE! HAPPY! WORLD!」発売。
7月20日、『DANCE! DANCE! HAPPY! WORLD! TOUR』東京・大阪ツアー2024 東京Final@下北沢シャングリラ を開催。
8月24日、『佐々木ひまわり生誕ライブ ようギョそ ハッピースマイル畑！』および『へいまみなつまつり～夏だ! マミーだ! ババンバBANG! BANG! BANG!』@恵比寿CreAto を開催。
9月7~28日、テレビ東京系『ゴッドタン』9月度エンディングテーマとして「SUPER MOMMY GIRLS」MVが放映された。
9月7~8日、『UP-T presents かがやきフェス2024』、『KO-RIN KO-RIN supported by かがやきフェス』にて、初の金沢遠征。
9月8日、「SUPER MOMMY GIRLS」MV公開。
9月23日、女芸人No.1決定戦 THE W 2024・2回戦にサスティナプリティーが出場。
9月28日、ワンマンライブ『Hey!Mommy!JET!!～とよすにぶーん～』@新宿ReNY を開催。
10月23日、渋谷クロスFMにて、初の冠ラジオ番組『超（スーパー）勝手にへいまみらじお』初回放送。（毎月第4水曜日18:00～18:50 MC Hey!Mommy! ナビゲーター 高見奈央）
10月16日、チェキチャによるヘイマミーメンバーとのオンライントークサービス　開始。
11月3日、来年1月18日の豊洲PITワンマンライブのタイトル『GARAXY! GARAXY!』発表。
11月25日、ＶＲ特化音楽番組『Just Two of US』アーティスト第一弾としてHey!Mommy!が選ばれる。限定視聴チケットは11月28日のワンマンライブで販売。Blinky（ブリンキー）
11月28日、ワンマンライブ『3rd Anniversary Live Hey!Mommy! SUPER JET!! とよすに超ぶーん』@SHIBUYA DIVE を開催。新メンバーオーディションは該当者なし、来年1月の豊洲PITワンマンライブは6人で出演することが告知された。
2025年
1月18日、ワンマンライブ『GALAXY! GALAXY!』@豊洲PITを開催。
3月16日・17日、鳥取県米子市 米子コンベンションセンターにて行なわれた『超グルメフェス2025』にて、Hey!Mommy!として初の鳥取遠征ライブを披露した。
3月31日、チェキチャサービスの利用終了。4月からはUP-T TALKへ移行した。
4月23日、渋谷クロスFM『超（スーパー）勝手にへいまみらじお』最終回を放映。
4月30日、X（旧Twitter）でデビュー前（2021年7月19日）から毎日、曜日担当を決めて行なっていたリプ返企画「#まいにちへいまみ」（ヘイマミーとしてデビューする前は「#まいにちサコプロ」）を5月1日以降、各メンバー月1回の実施とすることをX上で報告した。
6月20日、『Hey!Mommy! ONEMAN SHOW ～One More Bite～』＠代官山UNiTを開催。新衣装と新曲を２曲披露した。
7月19日・20日、初の海外遠征として、上海の対バンに出演。

## メンバー
| 名前                           | 生年月日（年齢）      | 出身地   | 担当色      | 備考                                                                                           |
| ------------------------------ | --------------------- | -------- | ----------- | ---------------------------------------------------------------------------------------------- |
| 原明日香 はら あすか           | 2000年2月15日（25歳） | 神奈川県 | Hey!Green!  | リーダー                                                                                       |
| 秋元悠里 あきもと ゆうり       | 2002年3月29日（23歳） | 神奈川県 | Hey!Pink!   | 3代目シントトロイデンガールズ、2023年4月15日より作島藍とともにサスティナプリティーとしても活動 |
| 佐々木ひまわり ささき ひまわり | 1999年8月1日（26歳）  | 鳥取県   | Hey!Yellow! | 鳥取県公式PRインフルエンサー、スクーバダイビングライセンス（PADI：OW、AOW）                    |
| 今丘葉月 いまおか はづき       | 2001年8月9日（24歳）  | 東京都   | Hey!White!  |                                                                                                |
| 延松舞佳 のべまつ まいか       | 2005年1月10日（20歳） | 埼玉県   | Hey!Red!    | 大学受験のため2022年10月15日～2023年2月17日の間活動をセーブ                                    |
| 作島藍 さくしま あい           | 1999年4月5日（26歳）  | 京都府   | Hey!Purple! | 秋元とサスティナプリティー（芸人コンビ）を結成                                                 |

### 旧メンバー
| 名前                     | 生年月日（年齢）       | 出身地 | 担当色    | 備考              |
| ------------------------ | ---------------------- | ------ | --------- | ----------------- |
| 平松栞奈 ひらまつ かんな | 2006年11月13日（18歳） | 静岡県 | Hey!Blue! | 2023年9月19日卒業 |

## 作品
順位はオリコンCD週間ランキング最高位。

### CDアルバム
1. DANCE! DANCE! HAPPY! WORLD!（2024年7月17日、30位） - 2周年ワンマンライブを収録したDVD付

### 配信
特記なき場合、振付は槙田紗子。
| #  | タイトル                   | 配信日         | 作詞         | 作曲                | 備考                                                     |
| -- | -------------------------- | -------------- | ------------ | ------------------- | -------------------------------------------------------- |
| 1  | SUMI-HAJI                  | 2021年10月1日  | 山崎あおい   | 山崎あおい          | SACO PROJECT!名義                                        |
| 2  | LOOK!!                     | 2022年1月28日  | 山崎あおい   | 山崎あおい          | 編曲：鶴﨑輝一                                           |
| 3  | Tickey Luppy Doo           | 2022年2月4日   | 徳田光希     | 徳田光希、大竹智之  | 振付：槙田紗子、カミヤサキ                               |
| 4  | SCP!                       | 2022年2月11日  | NNBS.        | NNBS.               |                                                          |
| 5  | Hey!Baby!                  | 2022年2月18日  | NNBS.        | NNBS.               |                                                          |
| 6  | MAGNET                     | 2022年2月25日  | AILI         | AILI                |                                                          |
| 7  | ビスケットケース           | 2022年7月8日   | NNBS.        | NNBS.               |                                                          |
| 8  | LOVE ME DO DO              | 2022年7月15日  | NNBS.        | NNBS.               |                                                          |
| 9  | BOOOOOOON                  | 2022年11月12日 | NNBS.        | NNBS.               |                                                          |
| 10 | START RUSH!!               | 2022年11月26日 | 昆真由美     | 古橋勇紀            |                                                          |
| 11 | Voyage!                    | 2022年12月3日  | AILI         | AILI                |                                                          |
| 12 | CANDY POP                  | 2023年1月30日  | しえりーほ   | しえりーほ          |                                                          |
| 13 | 恋するとちゅう             | 2023年2月14日  | NNBS.        | NNBS.               |                                                          |
| 14 | 7777777 (ナナナナナナナ)   | 2023年5月20日  | NNBS.        | NNBS.               | 1stミュージック・ビデオ                                  |
| 15 | Summer land                | 2023年8月19日  | しえりーほ   | しえりーほ          | 7月14日、Marquee祭で初披露                               |
| 16 | HELLO!! Hey!! WORLD!!      | 2023年11月28日 | NNBS.        | NNBS.               | 2周年ワンマンで初披露                                    |
| 17 | BIRD TRIP                  | 2023年12月25日 | NNBS.        | NNBS.               | 2周年ワンマンで初披露                                    |
| 18 | ICE PARTY                  | 2024年4月17日  | しえりーほ   | しえりーほ          |                                                          |
| 19 | もちぷる                   | 2024年4月23日  | NNBS.        | NNBS.               |                                                          |
| 20 | ご機嫌マミーはご機嫌ガール | 2024年5月1日   | AILI         | AILI                |                                                          |
| 21 | BEACH! BEACH!              | 2024年8月15日  | NNBS.        | NNBS.               | ビーチバレージャパン応援ソング                           |
| 22 | SUPER MOMMY GIRLS          | 2024年9月1日   | NNBS.        | NNBS.               | テレビ東京系『ゴッドタン』9月度エンディングテーマ、2ndMV |
| 23 | DIAMOND JET                | 2024年12月24日 | 阿久津健太郎 | 阿久津健太郎        | 3周年ワンマンで初披露                                    |
| 24 | GALAXY! GALAXY!            | 2025年2月14日  | NNBS.        | NNBS.               | 豊洲PITワンマンで初披露                                  |
| 25 | OK                         | 2025年2月21日  | AILI         | AILI                | 豊洲PITワンマンで初披露                                  |
| 26 | Hey!Yummy!                 | 2025年7月7日   | 早川博隆     | 早川博隆/柿迫ヒカル | UNiTワンマンショーで初披露                               |
| 27 | POJI POJI GO               | 2025年7月29日  | NNBS.        | NNBS.               | UNiTワンマンショーで初披露                               |
| 28 | Hey! get up kids           |                |              |                     | Hey!Mommy! LIVE! LIVE! LIVE!で初披露                     |

## ライブ
| 日程     | タイトル                                                                     | 会場               | 備考                        |
| 2022年   | 2022年                                                                       | 2022年             | 2022年                      |
| -------- | ---------------------------------------------------------------------------- | ------------------ | --------------------------- |
| 5月29日  | HALF ANNIVERSARY ONEMAN LIVE『たつんだ！ヘイマミー！』                       | 渋谷近未来会館     | 声出し解禁                  |
| 11月28日 | 【Hey!Mommy!デビュー1周年記念】スペシャルスマホライブ                        | 配信               |                             |
| 12月11日 | Hey! Mommy! 1st Anniversary Live『とびだせ！ヘイマミー！』                   | SHIBUYA DIVE       |                             |
| 2023年   |                                                                              |                    |                             |
| 5月5日   | Hey!Mommy! ONE MAN SHOW『7777777～Growing Up!～』                            | SHIBUYA DIVE       | 初MV公開                    |
| 11月5日  | Hey!Mommy! 2nd Anniversary Live『HELLO!! Hey!! WORLD!!』                     | 代官山UNiT         | 豊洲PITワンマン発表         |
| 2024年   |                                                                              |                    |                             |
| 3月8日   | カモン!Hey!Baby!ALL SONG LIVE!!!～3月8日だけどサコの日～                     | 下北沢シャングリラ | 全曲ノンストップ            |
| 6月29日  | 『DANCE! DANCE! HAPPY! WORLD! TOUR 2024』大阪                                | PLUSWIN HALL 大阪  | 4thPRONTOコラボ衣装お披露目 |
| 7月20日  | 『DANCE! DANCE! HAPPY! WORLD! TOUR 2024』東京ファイナル                      | 下北沢シャングリラ |                             |
| 9月28日  | Hey!Mommy!Jet!!～とよすにぶーん～                                            | 新宿ReNY           |                             |
| 11月28日 | Hey!Mommy! 3rd Anniversary Live『Hey!Mommy!SUPER JET!!～とよすに超ぶーん～』 | SHIBUYA DIVE       |                             |
| 2025年   |                                                                              |                    |                             |
| 1月18日  | Hey!Mommy! ONEMAN LIVE『GALAXY! GALAXY!』 supported by UP-T                  | 豊洲PIT            | 関連記事                    |
| 4月8日   | Hey!Mommy! NON!STOP!LIVE!～ノンストップでとりあえずOK!～                     | 下北沢シャングリラ | 猪木ボンバイエ              |
| 6月20日  | Hey!Mommy! One Man Show『One More Bite』                                     | 代官山UNiT         | 票券情報                    |

School of IDOL
ゲストと20分×2回のライブを交互に行うSP定期公演
| 日程           | タイトル          | SPゲスト                                       | 会場               | 備考                                |
| SEASON 1       | SEASON 1          | SEASON 1                                       | SEASON 1           | SEASON 1                            |
| -------------- | ----------------- | ---------------------------------------------- | ------------------ | ----------------------------------- |
| 2022年9月17日  | vol.1             | アップアップガールズ（仮）                     | SHIBUYA DIVE       | 平松栞奈復帰、アッパーカット！披露  |
| 2022年10月16日 | vol.2             | メイビーME                                     | SHIBUYA DIVE       | ラミラミLOVE ME BABY 披露           |
| 2022年11月12日 | vol.3             | FRUITS ZIPPER                                  | SHIBUYA DIVE       | わたしの一番かわいいところ 披露     |
| 2022年12月11日 | 特別授業編        | 疾走クレヨン                                   | SHIBUYA DIVE       | Hotchocolate 披露                   |
| SEASON 2       |                   |                                                |                    |                                     |
| 2023年2月24日  | PART1             | Gran☆Ciel                                      | 下北沢シャングリラ | 感動ナミダ 披露                     |
| 2023年3月19日  | PART2             | 【eN】                                         | SHIBUYA DIVE       | 無限大Shooter 披露、新衣装お披露目  |
| 2023年4月15日  | PART3             | IDOLATER                                       | 下北沢シャングリラ | Swipin' Flickin' 披露               |
| SEASON 3       |                   |                                                |                    |                                     |
| 2023年9月10日  | PART1             | マジカル・パンチライン                         | SHIBUYA DIVE       | Melty Kiss 披露                     |
| 2023年10月22日 | PART2             | BABY-CRAYON〜1361〜                            | SHIBUYA DIVE       |                                     |
| 2023年11月5日  | 特別授業編        | テラス×テラス、ideal peco、CANDY TUNE          | 代官山UNiT         | 各グループ25分×1回                  |
| 2023年12月10日 | WINTER CLASS編    | 月に足跡を残した6人の少女達は一体何を見たのか… | 青山RiZM           |                                     |
| 2024年1月8日   | HAPPY NEW YEAR編  | Shibu3 project                                 | 下北沢シャングリラ | DON'T LOOK BACK、PANONON コラボ披露 |
| 2024年2月12日  | VALENTINE CLASS編 | 虹色の飛行少女                                 | SHIBUYA DIVE       |                                     |

## イベント
| 日程     | タイトル                                                                                                   | 会場               | 生誕メンバー等                    | ↗      |
| -------- | --- | ------------------ | --------------------------------- | ------ |
| 2022年   | |                    |                                   |        |
| 8月12日  | Hey! Birthday Live & Party! ～ひま・はづ合同生誕祭 2022～                                                  | 恵比寿CreAto       | 佐々木ひまわり・今丘葉月          | [ 45 ] |
| 11月12日 | Hey! Birthday Live～かんなさん16さいになるかんな！～                                                       | SHIBUYA DIVE       | 平松栞奈                          | [ 46 ] |
| 2023年   | |                    |                                   |        |
| 3月19日  | HEY! BIRTHDAY LIVE ふにゃふにゃだけどまいっか！                                                            | SHIBUYA DIVE       | 延松舞佳・原明日香                | [ 47 ] |
| 4月15日  | HEY! BIRTHDAY LIVE ぷりぷりぷりてぃーにご用心？                                                            | 下北沢シャングリラ | 秋元悠里・作島藍（SUSTINA PRETTY) | [ 48 ] |
| 9月10日  | HEY! BIRTHDAY LIVE & PARTY! ～あなたのとなりに咲かせます～                                                 | SHIBUYA DIVE       | 佐々木ひまわり・今丘葉月          | [ 49 ] |
| 11月17日 | 槙田紗子生誕イベント SACO MAKITA THANK YOU BIRTHDAY EVENT～だんだんだーんす！～ （Hey!Mommy!はゲスト出演） | SHIBUYA ONES       | 槙田紗子 (P)                      | [ 50 ] |
| 2024年   | |                    |                                   |        |
| 2月12日  | HEY! BIRTHDAY LIVE & PARTY ～あかときみどり、まぜたらなにいろ？～                                          | SHIBUYA DIVE       | 延松舞佳・原明日香                | [ 51 ] |
| 3月20日  | HEY! BIRTHDAY LIVE & PARTY ～ゆーりーとあーいーの秘密の花園～                                              | SHIBUYA DIVE       | 秋元悠里・作島藍                  | [ 52 ] |
| 8月24日  | HEY! BIRTHDAY LIVE & PARTY ～ようギョそハッピースマイル畑！～                                              | 恵比寿CreAto       | 佐々木ひまわり                    | [ 53 ] |
| 9月1日   | HEY! BIRTHDAY LIVE & PARTY ～はづきのとなりはあなただけ！～                                                | 恵比寿CreAto       | 今丘葉月                          | [ 54 ] |
| 2025年   | |                    |                                   |        |
| 1月26日  | HEY! BIRTHDAY LIVE & PARTY ～ハタチになっても甘えてイーカな？～                                            | 恵比寿CreAto       | 延松舞佳 サスティナプリティー出演 | [ 55 ] |
| 2月23日  | HEY! BIRTHDAY LIVE & PARTY ～世界原ぺこ計画2025～                                                          | 恵比寿CreAto       | 原明日香                          | [ 56 ] |
| 3月9日   | HEY! BIRTHDAY LIVE & PARTY ～うぇるかむとぅーざ ぷりぷりわーるど！～                                       | 恵比寿CreAto       | 秋元悠里                          | [ 57 ] |
| 4月29日  | HEY! BIRTHDAY LIVE & PARTY ～藍のし・る・し～                                                              | 恵比寿CreAto       | 作島藍                            | [ 58 ] |

## 出演

### テレビ
- SNS発見アドベンチャー ふぉろみ&ただみ（2023年8月13日、テレビ大阪） - 	槙田Pの密着映像に登場

### ミュージック・ビデオ
- 亜咲花「わやわやわー！」（2024年1月17日） - 原、作島、今丘の3人がバックダンサーとして出演。2024年10月14日NHK『はやウタ』出演[59]
- 小倉唯「So☆Lucky」[60]（2025年4月6日） - 原、今丘がバックダンサーとして出演
- 郷ひろみ「最強無敵のDong Dong Dong!」（2025年5月16日） - 振付の槙田紗子と原がバックダンサーとして出演[61][62]

### キャラクターソング
サムライブクインダム
ディー・エル・イーがプロデュースする「戦国武将をモチーフにした音楽キャラクター」で結成されたバーチャルアイドルグループ「SunSunぱにえ」のボーカルを今丘、作島、佐々木及び秋元が担当した。ミュージック・ビデオが作られ楽曲の配信も行われた。
1. ポジティブ全開☆大JUMP（2023年9月6日）
2. Non Non 弱気 Yes Yes いくでござる！（2024年5月22日）

## 個人活動
原明日香
| 日付                  | 媒体 | 主催       | タイトル                                  | 会場         | 備考                                                |
| --------------------- | ---- | ---------- | ----------------------------------------- | ------------ | --------------------------------------------------- |
| 2024年4月2日～6月28日 | TV   | テレビ東京 | ミュージックブレイク ーRecommended Tuneー |              | ナビゲーター                                        |
| 2024年6月2日          | 舞台 | 天竺生地   | 天竺生地 vol.10                           | バルスタジオ | ３公演出演                                          |
| 2024年8月4日          | 舞台 | 天竺生地   | 天竺生地 vol.11                           | バルスタジオ | ３公演出演                                          |
| 2025年4月12日         | 舞台 | 天竺生地   | 天竺生地 vol.17                           | バルスタジオ | ３公演出演                                          |
| 2025年5月16日         | TV   | テレビ朝日 | ミュージックステーション                  |              | 郷ひろみ「最強無敵のDong Dong Dong!」バックダンサー |
| 2025年6月18日         | TV   | 日本テレビ | DayDay.                                   |              | 郷ひろみ「最強無敵のDong Dong Dong!」バックダンサー |
| 2025年6月27日         | TV   | NHK        | あさイチ                                  |              | 郷ひろみ「最強無敵のDong Dong Dong!」バックダンサー |

秋元悠里
| 日付                   | 媒体                        | 主催                          | タイトル                                                        | 会場               | 備考                                                                                |
| ---------------------- | --------------------------- | ----------------------------- | --------------------------------------------------------------- | ------------------ | ----------------------------------------------------------------------------------- |
| 2023年3月27日          | YouTube                     | 法務省                        | 秘密結社鷹の爪団×法務省「一寸法師の無戸籍相談」春姫 役 アフレコ |                    | 関連記事 DLE                                                                        |
| 2024年3月12日          | ECサイト                    | SAKURA TOKYO                  | 振袖オンラインストア SAKURA TOKYO モデル                        |                    | 公式Instagramに多く写真掲載                                                         |
| 2024年5月22日～6月2日  | 舞台                        | novacampany                   | SUPERNOVA stage005 遠く吠えて花火をあげる                       | 王子小劇場         | 灯組 ルイ役                                                                         |
| 2024年7月11日          | 雑誌                        | らんくう                      | 水色エモーション vol.3                                          |                    | 8月15日オンラインサイン会（秋元悠里・西原蘭珠）                                     |
| 2024年8月19日～8月25日 | タクシー広告GROWTH(S・RIDE) | シントトロイデンガールズ      | ソロ広告動画                                                    |                    |                                                                                     |
| 2024年11月29日         | SWIPEDRAMA                  |                               | 「天道寺ショウ Season2」                                        |                    |                                                                                     |
| 2024年12月31日         | TV                          | 千葉テレビ                    | 売るナビpresents 「これがニッポンの懇親会だ！」                 |                    | 「懇親会盛り上げ請負人」のホリが売るナビオーナー懇親会に参戦！ 出演：ホリ、秋元悠里 |
| 2025年4月2日～4月6日   | 舞台                        | 演劇ユニット 【メイホリック】 | 美術室に置き去りにされた天使-再演-                              | シアターサンモール | 2024年3月に上演された朗読劇の再演。初演には延松舞佳が出演していた。                 |

佐々木ひまわり
今丘葉月
- 【広告】SAKURA TOKYO「振袖オンラインストア」（2024年3月、Web） - きもの着付けモデル
- 【舞台】爆走おとな小学生『シュヴァルツ・ゼルドナー』[78]（2024年9月19日 - 22日、キンケロ・シアター） - リリアン 役

延松舞佳
| 日付                   | 媒体    | 主催                          | タイトル                                                                                    | 会場               | 備考                                                    |
| ---------------------- | ------- | ----------------------------- | ------------------------------------------------------------------------------------------- | ------------------ | ------------------------------------------------------- |
| 2022年3月17日～8月24日 | HP      | MIRAI系アイドルNEWS           | コラム「JKアイドルの日常 #01～Hey!Mommy!の高校2年生17才の延松舞佳（のべまつまいか）です！」 |                    | 全4回                                                   |
| 2022年8月24日          | YouTube | 外務省／ODA広報               | 外務省アニメ「鷹の爪団のODAマンが行く！ ～アフリカの米作りにODAの巻～」                     |                    | アフリカのODAにやたら詳しい一般人「荒船里香」役（声優） |
| 2022年10月13日         | YouTube | 外務省／ODA広報               | 外務省アニメ「鷹の爪団のODAマンが行く！ ～アフリカのICT発展にもODAの巻～」                  |                    | 荒船里香 役（声優）                                     |
| 2022年12月16日         | YouTube | 外務省／ODA広報               | 外務省アニメ「鷹の爪団のODAマンが行く！ ～大エジプト博物館にもODAの巻～」                   |                    | 荒船里香 役（声優）                                     |
| 2024年3月26日～3月31日 | 舞台    | 演劇ユニット 【メイホリック】 | 朗読劇「美術室に置き去りにされた天使」                                                      | シアターサンモール |                                                         |
| 2024年12月4日          | TikTok  | スガキヤ スーちゃん [公式]    | スーちゃんダンス！みんな踊ってみてね～                                                      |                    | 振付：槙田紗子                                          |

作島藍
- 【広告】e-Bike「【BESV×のん】2024 CM動画～探しに行こう！BESVと。」[87]（2024年7月、YouTube）
- 【広告】KLD USED CLOTHING「いいものだけが欲しい編」[88]（2024年9月、YouTubeほか） - 静岡放送でCMが流れた
- 【広告】ストライプインターナショナル「CRAFT STANDARD BOUTIQUE」[89][90]（2024年11月11日） - ファッションモデル

サスティナプリティー（作島と秋元のお笑いコンビ）
| 日付           | 媒体         | 主催                   | タイトル                                             | 会場                                    | 備考             |
| -------------- | ------------ | ---------------------- | ---------------------------------------------------- | --------------------------------------- | ---------------- |
| 2024年9月23日  | (予選)       | 日本テレビ             | 女芸人No.1決定戦 THE W 2回戦                         | [東京]シダックスカルチャーホール        |                  |
| 2024年10月4日  | (予選)       | テレビ朝日             | M-1グランプリ2024予選１回戦                          | [東京]シダックスカルチャーホール        |                  |
| 2024年12月14日 | ライブ       | K-PRO                  | K-PROプレミアムLIVE                                  | 西新宿ナルゲキ                          |                  |
| 2025年1月23日  | ラジオ       | 渋谷クロスFM           | SHIBUYA CULTURE DESIGN STUDIO ゲスト出演             | Shibuya Cross-FM                        |                  |
| 2025年1月31日  | ライブ       | K-PRO2025              | ショックハーツ                                       | 西新宿ナルゲキ                          |                  |
| 2025年2月12日  | イベント出演 | 湯遊ランドはなわ       | トークショー＆漫才（宮原華音・サスティナプリティー） | [福島]湯遊ランドはなわ レストラン四季彩 |                  |
| 2025年2月13日  | ライブ       | 合同会社ワイクンネオン | お笑い×アイドルコラボ！『Love! Me! Doooo!』          | アキバステラキューブ                    |                  |
| 2025年3月25日  | ライブ       | 合同会社ワイクンネオン | お笑い×アイドルコラボ！『Love! Me! Doooo!』          | アキバステラキューブ                    | 出演：Hey!Mommy! |
| 2025年4月22日  | ライブ       | 合同会社ワイクンネオン | お笑い×アイドルコラボ！『Love! Me! Doooo!』          | アキバステラキューブ                    |                  |